# Белорусский комитет (Польша)
Белору́сский комите́т (бел. Беларускі камітэт, Камітэт беларускі) — организация, созданная в 1940 году для социальной помощи лиц белоруской национальности, проживавшими в Польше во время Второй мировой войны.

## Создание
Белорусский комитет был создан в январе 1940 года в Варшаве с разрешения немецких оккупационных властей как Белорусский союз самопомощи (председатель Фабиан Акинчиц) и первоначально подчинялся Белорусскому комитету самопомощи в Берлине, с лета 1940 года стал действовать самостоятельно (председатель Николай Щорс, заместитель А. Жданович). БК имел офисы в Кракове и Бяла-Подляске и отделения в Подляском воеводстве.
Членами комитета были в основном лица белорусской национальности: довоенные жители Варшавы, беженцы из северо-восточных воеводств Польши, не пожелавшие оставаться на территории, занятой советскими войсками в сентябре 1939 года, а также солдаты Войска Польского, освобождённые из немецкого плена. В Варшаве члены Белорусского комитета получили талоны на питание лучшей категории, чем большинство польского населения, поэтому его ряды пополнились и поляками.

## Задачи
Уставной задачей организации была социальная помощь белорусам, а также культурная и образовательная деятельность, включая организацию кружков художественной самодеятельности, библиотек и проведение лекций.

## Деятельность
В марте 1942 года организация насчитывала около 6 000 человек. Она собирала и раздавала своим членам одежду, продукты питания, карточки на покупку промышленных товаров, оказывала юридическую, медицинскую и финансовую помощь, а также открыла столовую. В целях расширения национального образования проводились лекции, дискуссионные вечера, курсы по белорусской истории и культуре, на которых выступали Ян Станкевич, Михаил Щорс, В. Гадлевский, Пётр Татаринович, Чеслав Хонявка и другие. Работали библиотека белорусской литературы, хор, оркестр, театральный кружок, проводились концерты.
Усилиями Белорусского комитета в Варшаве была открыта белорусская начальная школа с общежитием (действовала в 1942—1944 годах), а летом 1943 года был организован лагерь для её учащихся в гмине Бельск-Подляски.
Комитет способствовал созданию белорусского православно-католического прихода в Варшаве, церковного братства Святого Юрия, активно развивал издательское дело. В состав комиссии входили православные церковные комиссии, которые занимались лингвистической унификацией белорусскоязычных текстов православных и католических молитв, написанием имён.
Руководство БК стремилось восстановить белорусскую государственность, но единодушия во взглядах на тактику осуществления этой политической цели не было. Одни выступали за сотрудничество с Германией, другие ориентировались на польское подполье и западные страны, третьи сотрудничали с коммунистическим подпольем.
Фактически деятельность комитета прекратилась 1 августа 1944 года с началом Варшавского восстания. Правление комитета было переведено в Краков и номинально просуществовало до ввода советских войск в город в январе 1945 года.